# Liste der Kulturgüter in Kaltbrunn
Die Liste der Kulturgüter in Kaltbrunn enthält alle Objekte in der Gemeinde Kaltbrunn im Kanton St. Gallen, die gemäss der Haager Konvention zum Schutz von Kulturgut bei bewaffneten Konflikten, dem Bundesgesetz vom 20. Juni 2014 über den Schutz der Kulturgüter bei bewaffneten Konflikten sowie der Verordnung vom 29. Oktober 2014 über den Schutz der Kulturgüter bei bewaffneten Konflikten unter Schutz stehen.
Objekte der Kategorie A sind im Gemeindegebiet nicht ausgewiesen, Objekte der Kategorie B sind vollständig in der Liste enthalten, Objekte der Kategorie C fehlen zurzeit (Stand: 1. Januar 2023).

## Kulturgüter
| Foto | | Objekt                                                                           | Kat. | Typ | Standort                          | Beschreibung |
| ---- | --- | -------------------------------------------------------------------------------- | ---- | --- | --------------------------------- | ------------ |
| ja   | Datei hochladen · Wikidata zu Burg Bibiton (Q1010994)                                                                  | Ried / Bibiton, mittelalterliche Burgruine KGS-Nr.: 08169                        | B    | F   | Bibiton 719070 / 229840           |              |
| ja   | Datei hochladen · Wikidata zu Katholische Kirche St. Georg (Q29786491)                                                 | Katholische Kirche St. Georg KGS-Nr.: 08170                                      | B    | G   | Dorfstrasse 7.2 720120 / 230440   |              |
| BW   | Datei hochladen · Wikidata zu Oberkirch, ehemaliger Kirchenbezirk St. Georg mit ehemaliger Beinhauskapelle (Q29786495) | Ehemaliger Kirchenbezirk St. Georg mit ehemaliger Beinhauskapelle KGS-Nr.: 08171 | B    | G   | Hof Oberkirch 1.5 719240 / 231070 |              |